# وكالة أنباء البحرين
وكالة أنباء البحرين هي وكالة الأنباء الرسمية لمملكة البحرين.
حققت الوكالة تقدماً كبيراً حيث واصلت نشاطها كوجه إعلامي حضاري مشرق ينقل الأخبار المحلية بشكل خاص والعربية والعالمية بشكل عام إلى مختلف أنحاء العالم.
وقد لعبت الوكالة دوراً هاماً ومتميزاً من خلال شمولية فعالياتها الإخبارية التي اتخذت عدة مناحي وهي الأخبار السياسية والاقتصادية والثقافية مما أهلها أن تكون الجهاز الذي تنقل عبره كلمة البحرين إلى الخارج.
وتعمل وكالة أنباء البحرين بآلية عمل متكاملة الجوانب من خلال توزيع الأخبار المحلية والعالمية باللغتين العربية والإنجليزية، وبث التقارير الاقتصادية والسياسية والثقافية والاجتماعية على المشتركين والمستقبلين لخدماتها. معدل الأخبار التي تبث على خطوط الوكالة تراوح ما بين 90 إلى 150 خبراً يومياً. ترتبط وكالة أنباء البحرين باتفاقيات تعاون وتبادل أخباري مع عدد من الوكالات العربية والأجنبية وقد أتيح لها من خلال هذه الاتفاقيات توزيع أخبارها على مختلف قارات العالم.

## الوحدات الرئيسية
وحدتا التحرير العربي والإنجليزي:
تؤدي هاتان الوحدتان عدداً من المهام التي تتبلور في صياغة وترجمة الأخبار ووضع التعليقات والتحاليل الأخبارية وتزويد وسائل الإعلام الداخلية والخارجية.
ويعمل في هاتين الوحدتين عدد من المحررين يؤدون تلك المهام إضافة إلى نشر وتوزيع الأخبار التي تتعلق بأوجه نشاط الدولة عبر شبكة الوكالة ومتابعة الأنباء من مصادرها الداخلية والخارجية عن طريق المراسلين ووكالات الأنباء والإذاعات والصحف.
وحدة الرصد الإذاعي:
تعمل وحدة الرصد الإذاعي على مدار الساعة وتتركز مهامها في استقبال الأخبار من مصادرها الأصلية وصياغتها واختيار الصالح من المادة الأخبارية من خلال التعليقات والبرامج التي تبث من الإذاعات العربية والأجنبية.
وحدة الحاسب الآلي:
تتولى هذه الوحدة الإشراف على سير عمل الوكالة الفني وخطوط اتصالاتها الداخلية والخارجية وصيانة أجهزتها واستلام وإرسال الصور الفوتوغرافية والإشراف على موجودات الوكالة من المعدات والآلات والأجهزة وتقديم المقترحات الفنية لتطوير عمل الوكالة.
وحدة الإنترنت:
تُعنى وحدة الإنترنت بالصفحة الخاصة بالوكالة التي تقدم المعلومات الشاملة عن البحرين في مختلف المجالات السياسية والاقتصادية والاجتماعية والسياحية. أرست وحدة الإنترنت إستراتيجية مستمرة لتطوير هذه الوحدة من خلال استخدام أجهزة خاصة متطورة خاصة حتى تم التمكن من إيصال صوت إذاعة البحرين باللغتين العربية والإنجليزية وصوت وصورة تلفزيون البحرين إلى العالم عن طريق الإنترنت.
كما تتضمن هذه الاستراتيجية التطويرية ربط كافة أقسام الهيئة بشبكة الإنترنت والعمل على التسويق للهيئة من خلال عرض مقاطع من البرامج والمسلسلات التي تنتجها الهيئة والتعريف بالخدمات التي تقدمها.
وحدة الأرشيف:
تقوم وحدة الأرشيف بجمع ورصد المعلومات التي تنشر في الصحافة ووكالات الأنباء مما جعل هذه الوحدة تمتلك معلومات ذات قيمة إعلامية وثائقية هامة. تعمل وحدة الأرشيف على تزويد قسم التحرير بكافة الخلفيات التي يحتاجها القسم لإعداد التقارير والتحاليل الأخبارية سواء من خلال التصريحات الرسمية في داخل البحرين وخارجها أو المعلومات عن الدول والشخصيات والمنظمات الدولية.

## وصلات خارجية
- وكالة أنباء البحرين
- حكومة البحرين الالكترونية
- وزارة الإعلام